# Fektor Gáspár András
Fektor Gáspár András (Komárom, 1816. november 25. – Pannonhalma, 1890. december 29.) bencés szerzetes, tanár.

## Élete
Gyermekéveit Komáromban és Szentpéteren töltötte. Iskoláit szülőhelyén és Győrött végezte, mire 1838. szeptember 16-án Pannonhalmán a bencés rendbe lépett. Miután elvégezte tanulmányait, 1845. augusztus 1-jén pappá szentelték. Mint gimnáziumi tanár 1850-ig Nagyszombatban, 1850–1851-ben Pápán és 1851–1860 között Esztergomban működött; 1860–1869 között a komáromfüssi plébánia adminisztrátora volt. 1869-től a növendékpapok mestere és tanára volt Pannonhalmán.

## Munkái
- Illedelmi szabályok. Német kútfők nyomán. Komárom, 1872